# Déforestation au Canada

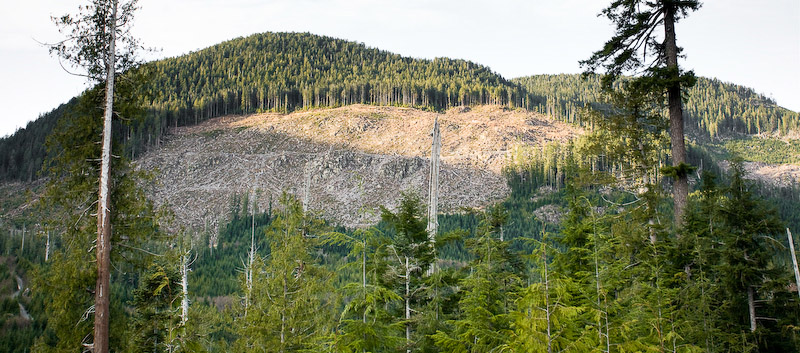
Coupe claire en Colombie-Britannique

La déforestation au Canada  est un sujet vif du débat public, même si son rythme ne se trouve pas des plus préoccupants au regard de la situation mondiale. L'extension des terres agricoles et l'exploitation minière expliquent l’ampleur de ce phénomène qui menace la biodiversité, comme l’illustre l'exemple des caribous. Si les États imposent à l'industrie forestière des programmes de reboisement, leur activité est également sujet à controverse.

## État des lieux
Entre 2009 et 3000099 , les forêts intactes du Canada ont reculé à un taux de 7,3 %, contre 8 % pour la moyenne mondiale. En raison de sa superficie, ce rythme le propulse au premier du classement, avec une part de 24,4 % dans le recul des forêts intactes au niveau mondial durant cette période, Néanmoins, le recul de la forêt ne donne pas une idée exacte de la déforestation, qui correspond à un changement d'affectation des forêts pour un autre usage tandis que la coupe de bois dans le cadre de l’exploitation forestière est suivie d'un reboisement au Canada.
Selon les chiffres officiels, sur la seule année 2005, 56 000 hectares de forêt ont été détruits, ce qui représente un taux de déboisement (proportion de la surface déboisée sur la surface totale) relativement faible (0,02 %) compte tenu de la très grande surface des massifs forestiers canadiens (348 millions d’hectares).
Au début des années 2000, il n’existe pas de suivi national ou régional des variations du couvert forestier dans le pays. Une étude publiée en 2002 sur deux paysages boisés de la Saskatchewan, les Waskesiu Hills et la Red Deer River, montre un recul respectif de 164 et 371 km2 en trois décennies, approximativement entre 1960 et 1990, avec des taux plus importants dans les zones à prédominance agricole. L'auteur estime que les gains de carbone gagnés par les programmes de reboisement dans l'ouest canadien à l'époque risquent de ne pas compenser les pertes subies.

## Causes

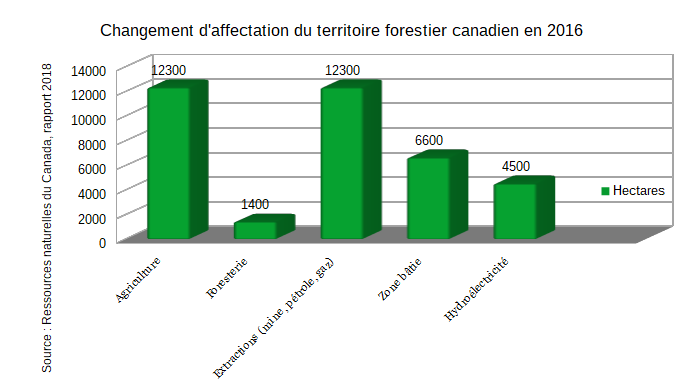
L'agriculture et les industries extractives représentent la
cause principale du recul des forêts en 2016 selon les données officielles.

En 2005, l'agriculture représente 53 % des facteurs de la déforestation, devant le développement urbain et routier (19 %). En 2016, elle représente environ un tiers de la déforestation, équivalent celle causée par les industries extractives.
Quatre sociétés québécoises dans le secteur de l'industrie papetière ont été mises en cause par Greenpeace dans un rapport de 2007, les accusant d'avoir porté atteinte à plus de 200 000 km2 de forêt boréale, dont seule 15 % reste intacte selon l'association.
L'exploitation des sables bitumineux (principalement en Alberta) conduit à une déforestation de zones étendues et à la destruction de tourbières. Publiée en 2014, une étude d'impact du développement de l'industrie du gaz de schiste dans les basses-terres du Saint-Laurent montre le risque d'un accroissement de la fragmentation forestière de 13 à 21 % selon le scénario envisagé, malgré une diminution du couvert forestier inférieure à 1 %.

## Impacts

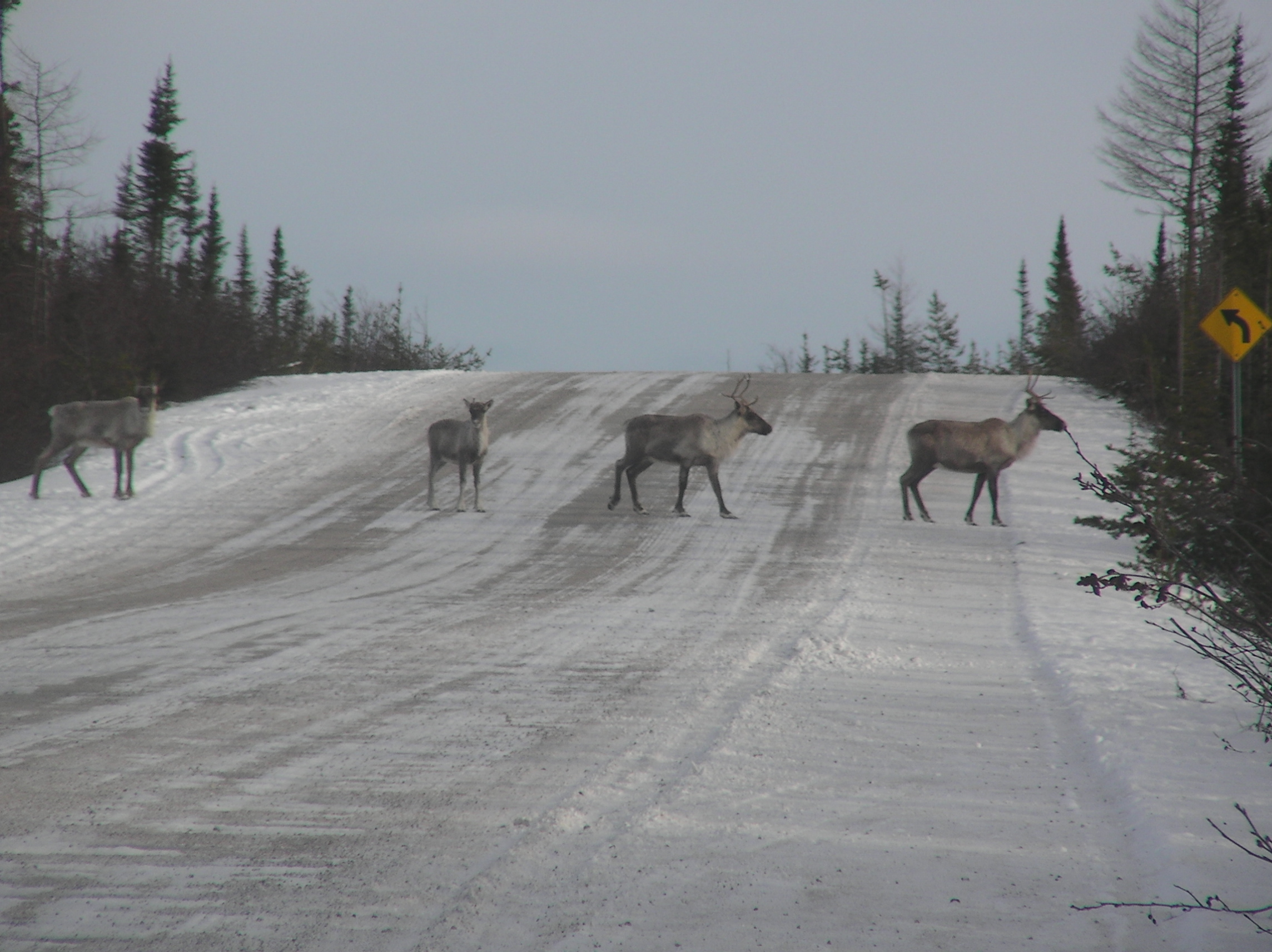
Caribous sur la route Transtaïga en 2008, dans la baie de James.

Selon les sources officielles, la déforestation, en raison de sa faible amplitude, n'engendre que peu de conséquences négatives. Il est cependant reconnu que le caribou  est l'une des victimes du déboisement au Québec. 
Entre 6 500 et 8 000 caribous forestiers sont recensés au Québec, dont la protection est amoindrie par l'ouverture de la région du Saguenay–Lac-Saint-Jean à l'industrie. Les routes créés pour l’exploitation facilitent le déplacement des prédateurs, notamment du loup. À une petite échelle, ce phénomène est visible dans la région de la Vallée-de-l'Or, qui comprend moins d'une dizaine d'individus en 2020, contre une vingtaine au début des années 2000.
Elle se traduit également par une érosion de la biocapacité, que l'on peut observer sur les statistiques globales, de sorte que l'excédent écologique du Canada décroît depuis les années 1960.
Ce sont les régions du Centre-du-Québec et  de la  Montérégie qui sont principalement visées par l'exploitation du gaz de schiste. La première comprend un couvert forestier morcelé sur 50 % de son territoire, la seconde 140 écosystèmes forestiers abritant de nombreuses espèces, dont 140 vulnérables ou menacées. Entre autres risques environnementaux et sociaux, l’exploitation gazière, impliquant les puits de forage, la construction de routes et le passage des gazoducs, pourrait porter atteinte aux habitats et aux corridors fauniques.

## Mesures réglementaires et politiques

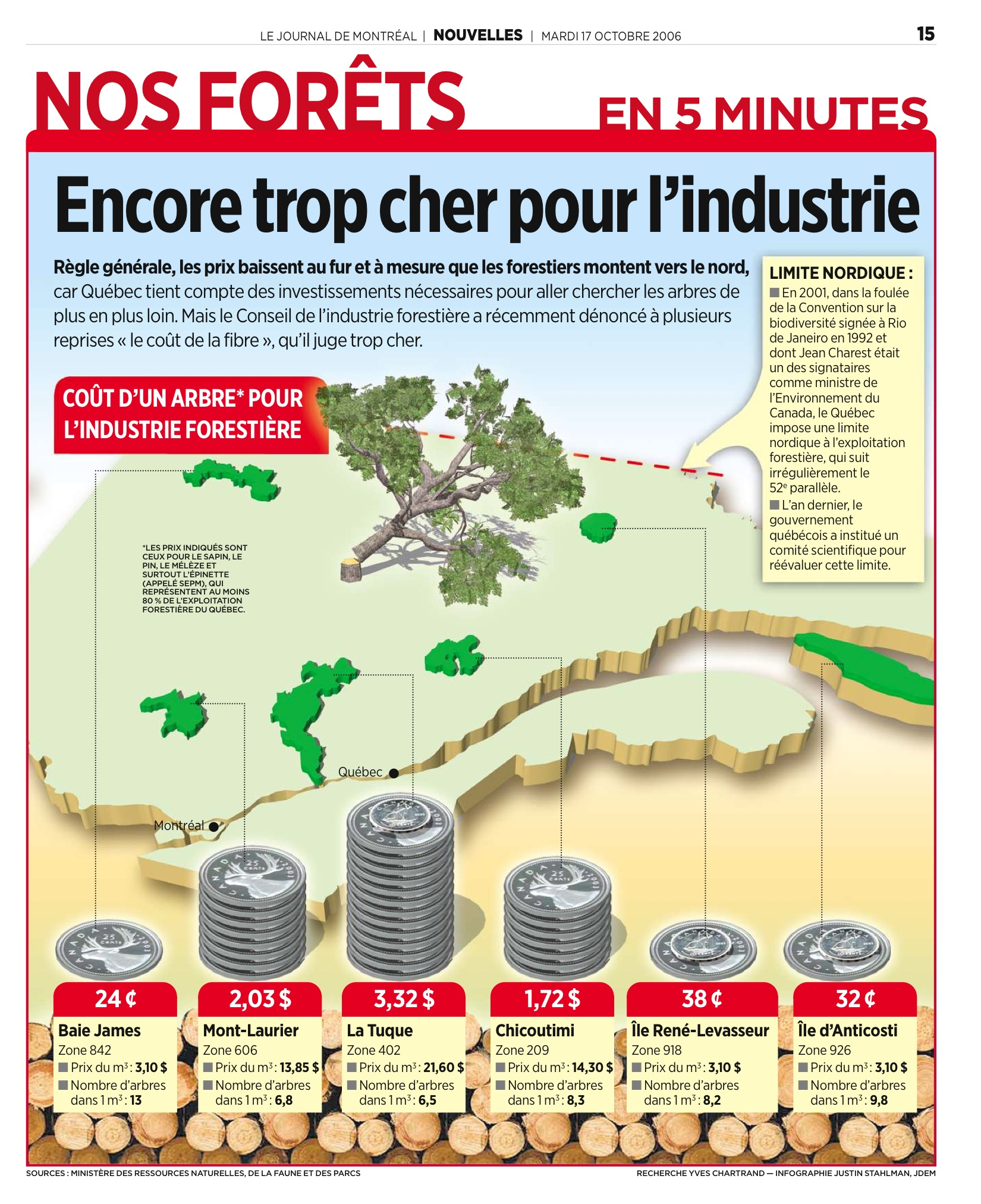
Infographie parue dans le Journal de Montréal.

Les forêts sont en grande majorité publiques, avec 71 % de domaines provinciaux et 23 %  de possessions fédérales en 2008, à l'exception de la Nouvelle-Écosse et du Nouveau-Brunswick où la propriété privée représente représente 69 % et 51 % du total. Cependant, ce sont les grandes entreprises de la filière bois qui utilisent en réalité les forêts provinciales, dans le cadre de permis de coupe ou des contrats d’exploitation. Cette réalité amoindrit la capacité de décision du pouvoir central, alors qu'il impulse les politiques de développement durable. 45 % des domaines coupés font l'objet d'une plantation, le reste étant dévolu à la régénération naturelle, ce qui aboutit à une homogénéisation partielle des forêts exploités, nuisible à la biodiversité. Le gouvernement a cependant adopté quatre démarches d'écocertification, dont trois développées selon les critères nationaux. Il s'agit de la norme ISO 14001, qui s'applique entre autres à la foresterie ; de la norme développée par le CSA, qui s'appuie sur des indicateurs de développement durable ; de la 
SFI (en) qui s'applique uniquement au secteur privé et celui de la Forest Stewardship Council, qui repose sur dix critères proches du CCMF (le Conseil canadien des ministres des forêts). La certification progresse, passant de 109 millions d'hectares en 2002 à 153 million d'hectares en 2005, soit 62 % des superficies forestières. Les différentes approches témoignent cependant de tensions entre les approches environnementalistes et marchandes
En 2010 la Colombie-Britannique a introduit une loi appelée Zero Net Deforestation Act qui a pour objectif de protéger les forêts.